# Wilhelminaoord
Wilhelminaoord is een koloniedorp in de gemeente Westerveld, in de Nederlandse provincie Drenthe.
Het dorp telt ongeveer 955 inwoners, waarvan een groot deel afstamt van de vroegere kolonisten. Het ligt ten Noordoosten van Steenwijk en vlak tegen de Friese grens tussen Noordwolde-Zuid en Frederiksoord. Sinds 2021 staat Wilhelminaoord op de Unesco-Werelderfgoedlijst als een van de Koloniën van Weldadigheid.

## Geschiedenis
Wilhelminaoord werd in 1821 als kolonie gesticht door de Maatschappij van Weldadigheid die in 1818 startte met de ontginning van terreinen in Zuidwest-Drenthe en het aangrenzende Friesland en Overijssel. De plaats werd genoemd naar de moeder van koning Willem I, de op 9 juni 1820 overleden Wilhelmina van Pruisen. De maatschappij bood een eenvoudige woning, een klein lapje grond voor de kansarme bevolking uit grotere steden. Wilhelminaoord werd een dorp voor de kolonisten, evenals Frederiksoord en Willemsoord.
Wilhelminaoord staat in diverse historische topografische bronnen onder verschillende namen genoemd, zoals Wilhelmina's Oort, Wilhelmina'soord, Wilhelminaasoord en in de loop van twintigste eeuw als Wilhelminaoord. Vlak over de Drents-Friese grens treft men ten noorden van Wilhelminaoord het Friese rotandorp Noordwolde aan.
Vanaf 2010 vindt nieuwbouw plaats in de stijl van de oude koloniehuisjes langs de wegen waar eerder oude koloniewoningen zijn gesloopt. Hiermee wordt het beeld van de voormalige lintbebouwing weer in ere hersteld.

## Beschermd dorpsgezicht
Een deel van Wilhelminaoord is samen met Frederiksoord een beschermd dorpsgezicht. Verder zijn er in het dorp een aantal rijksmonumenten.
Wilhelminaoord bestaat voor een deel nog uit de oorspronkelijke kolonistenwoningen en oude lanen die onder beschermd dorpsgezicht vallen. Aan de rand van het dorp staat een Nederlands Hervormde kerk, een in 1851 gebouwde waterstaatskerk. Daar organiseert Stichting Kolonieconcerten (voorheen Kunstkring Vledder) vanaf 1981 jaarlijks een serie concerten.
Verdere bezienswaardigheden in het dorp zijn de authentieke koloniehuizen en een prehistorisch centrum dat onderdeel uitmaakt van de Haagse Dienst School- en Kindertuinen.
De tussen 1821 en 1829 aangelegde begraafplaats aan de Oranjelaan (een van de weinige overgebleven onverharde oude lanen in het dorp) is ook bezienswaardig: daar treft men onder andere het grafmonument aan voor Daniella Elisabeth van Oosterhoudt (1768-1829). Zij was de douairière de Sturler, schoonmoeder van Johannes van den Bosch, stichter van de Maatschappij van Weldadigheid.
Ook het gebouw "Ons Dorpshuis", gebouwd in 1915 aan de Linthorst Homanstraat is noemenswaard: in de Johannes van den Boschzaal, een koepelzaal, zijn veel originele elementen behouden, ook na diverse verbouwingen in de jaren 80 en 90.

## Sport
De plaatselijke voetbalvereniging Old Forward, opgericht op 25 mei 1898, is op Achilles 1894 na de oudste nog bestaande voetbalvereniging in de provincie Drenthe.

## Onderwijs
Sinds de oprichting van de kolonie Wilhelminaoord werd gestreefd naar goed onderwijs voor de kinderen van de kolonisten. Het gebouw van de oorspronkelijke school is later omgebouwd tot een woning. Eind jaren 70 van de 20e eeuw werd nieuwbouw gerealiseerd aan de Linthorst Homanstraat voor de openbare basisschool De Kievitshoek, anno 2019 een school met een regionale functie.

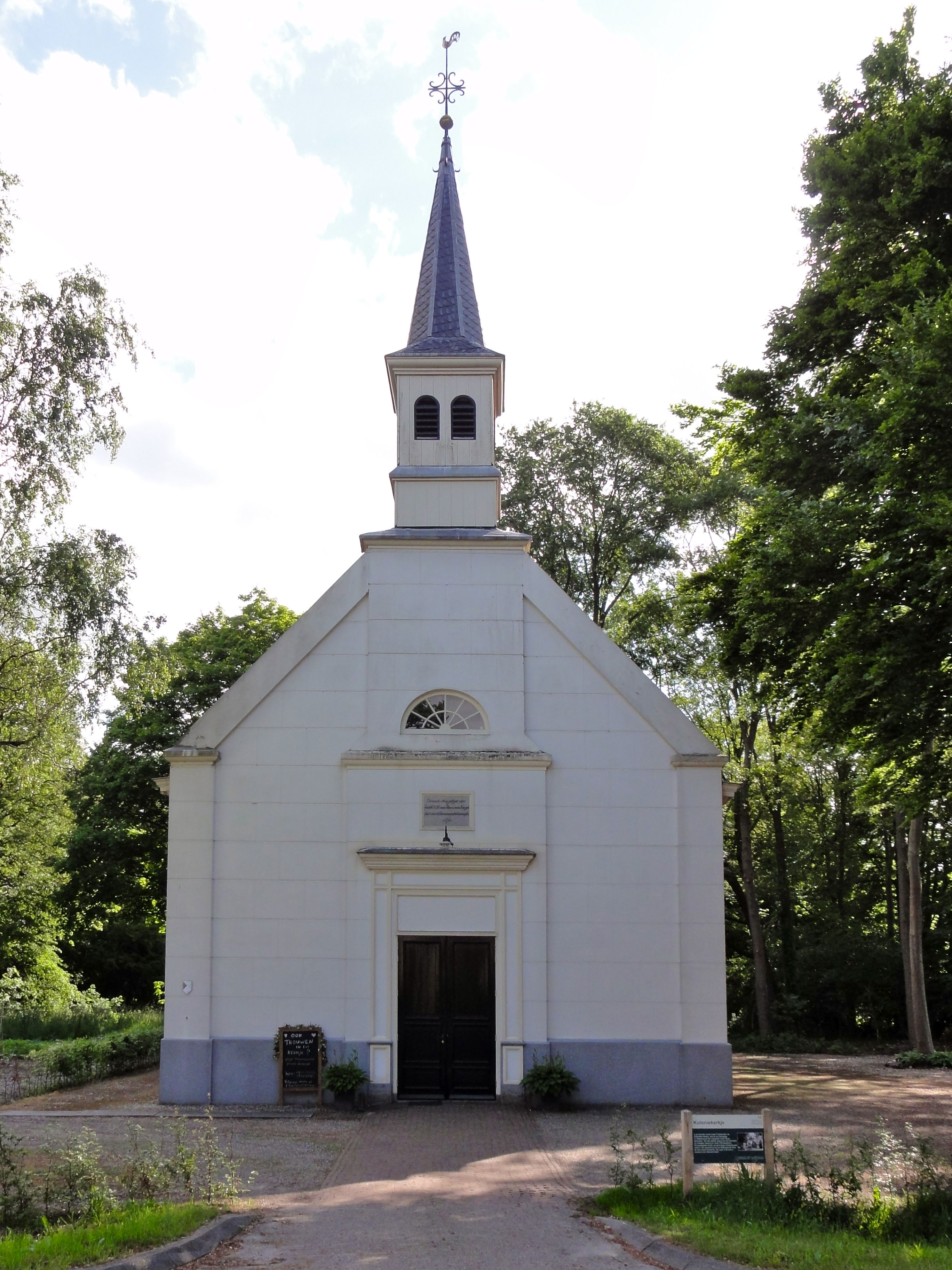
Hervormde kerk in Wilhelminaoord
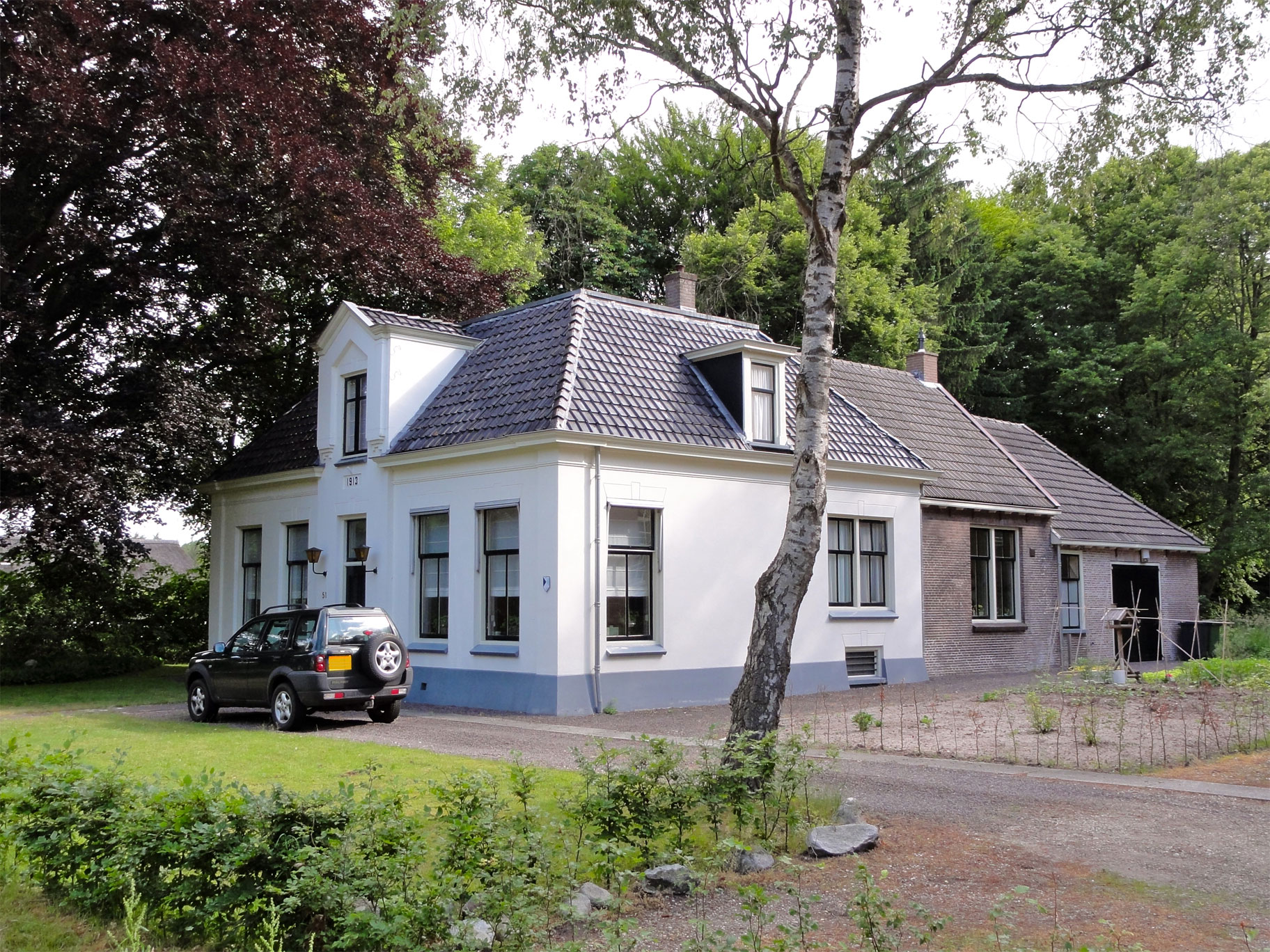
Pastorie Wilhelminaoord
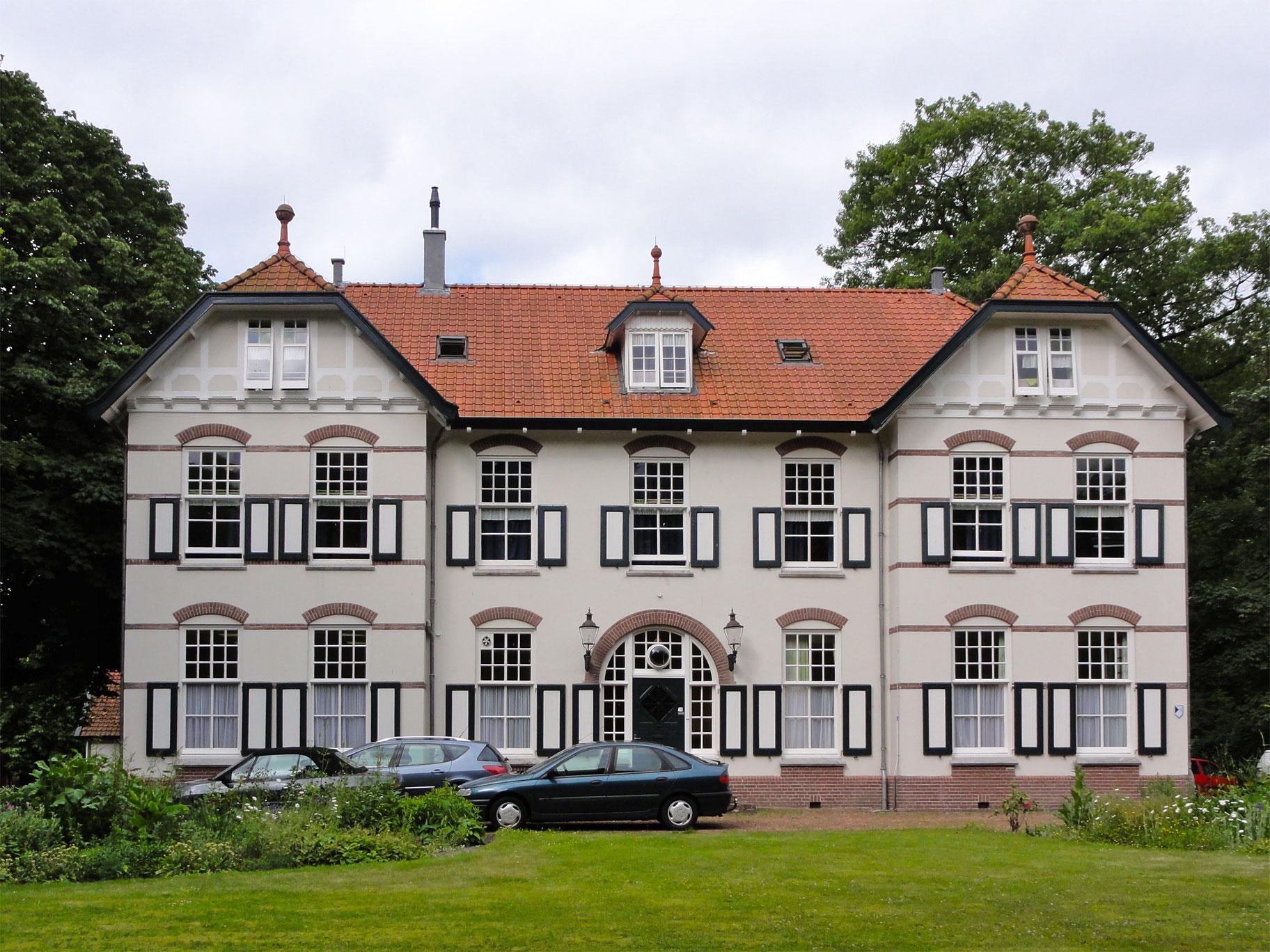
Rustoord II
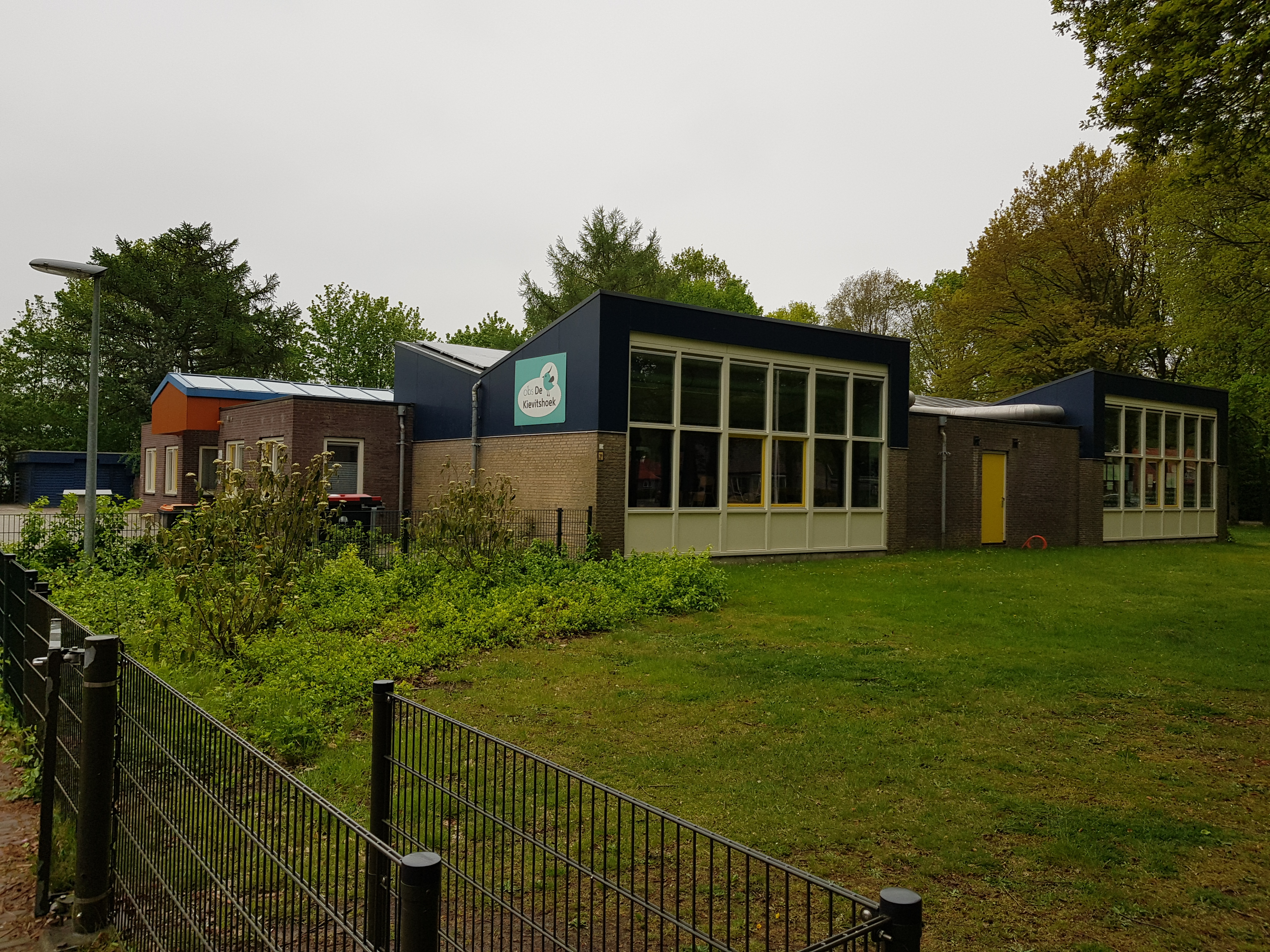
O.B.S. De Kievitshoek Wilhelminaoord

Ansen (deels) · Benderse (deels) · Boschoord · Boterveen · Busselte · Darp · De Monden (deels) · Diever · Dieverbrug · Doldersum · Dwingeloo · Eemster · Eursinge · Frederiksoord · Geeuwenbrug · Het Moer · Het Schier · Havelte · Havelterberg (deels) · Holtien · Holtinge · Holtland · Kalteren · Kraloo (deels) · Leggeloo · Lhee · Lheebroek · Molenstad · Nijensleek · Oldendiever · Oude Willem  (deels) · Uffelte · Veendijk · Veldhuizen · Vledder · Vledderveen · Wapse · Wapserveen · Wateren · Westeinde · Wilhelminaoord · Wittelte · Witteveen (deels) · Zorgvlied

Drenthe: Steden en dorpen      Nederland: Provincies · Gemeenten
Kamp Westerbork (Midden-Drenthe) ·
Vredespaleis (Den Haag) ·
Verdrag van Maastricht (Maastricht) ·
Koloniën van Weldadigheid: Frederiksoord en Wilhelminaoord (Westerveld), Veenhuizen (Noordenveld), Willemsoord (Steenwijkerland) en Ommerschans (Ommen) ·
Museum Ons' Lieve Heer op Solder (Amsterdam)